# Fiat 132
Fiat 132 — большой семейный автомобиль, выпускавшийся компанией Fiat с 1972 по 1981 год. По окончании производства уступил место значительно переработанной версии модели под новым названием Fiat Argenta.

## Описание
Модель 132 была представлена в качестве замены Fiat 125, и при этом выглядела внешне как уменьшенная версия более дорогой модели бизнес-класса Fiat 130.
В отличие от 125, модель 132 оснащалась 5-ступенчатой коробкой передач (стандартно для некоторых стран и в качестве опции — для других) В качестве опции была доступна и автоматическая коробка передач Turbo-Hydramatic 180, производства GM.
В январе 1974 года машина подверглась модернизации. Передняя подвеска была существенно переработана, в связи с недостаточной управляемостью. Вместе с новой подвеской автомобиль получил и новые амортизаторы. Двигатель объёмом 1600 см³. остался без изменений, в то время как у двигателя, объёмом 1800 см³. была произведена доработка головки блока цилиндров и карбюратора, что увеличило мощность до 107 л. с.. Внутри изменения коснулись дизайна рулевого колёса, управления обогревом и вентиляцией.
В апреле 1977 года 132-й снова обновили. У машины появились новые пластиковые бамперы, добавился усилитель рулевого управления. В салоне обновилась приборная панель и форма сидений. В это же время закончилось производство 130-й модели, после чего Fiat 132 стал флагманом марки.
Для автомобиля существовало 7 двигателей:
- 1.6 л., бензиновый, мощностью 98 л. с. (1592 см³., а с 1977—1585 см³.)
- 1.8 л., бензиновый, мощностью 107 л. с. (1756 см³.)
- 1.8 л., бензиновый, мощностью 111 л. с. (1756 см³.)
- 2.0 л., бензиновый, мощностью 112 л. с. (ставился с 1977 года, 1995 см³.)
- 2.0 л, бензиновый, инжекторный, мощностью 122 л. с. (ставился с 1977 года, 1995 см³.)
- 2.5 л., дизельный, мощностью 60 л. с. (2435 см³.)
- 2.5 л., дизельный, мощностью 72 л. с. (2435 см³.)

## Зарубежное производство
Производство модели Fiat 132 за пределами Италии было ограничено по сравнению с ее предшественником Fiat 125. Так, автомобиль выпускался в Испании компанией SEAT в период с 1973 по 1982 год. 
Он также собирался в Южной Африке в Росслине местными сборщиками Fiat. После рестайлинга 1977 года модель 132 была переименована в «Элиту» в Южной Африке, причём из-за нехватки мощностей на заводе Fiat ее собирал конкурент – отделение Alfa Romeo South Africa.
Модель 132 также собирали в СФРЮ на заводе «Застава» в Загребе. Автомобили прибывали в Югославию практически полностью укомплектованными, а местными были только такие детали как колеса и аккумулятор, а также заводская табличка, подтверждающая, что машина собрана в Югославии (под названием «Застава 132»). Никаких иных отличий от итальянской модели не было. Сборка продолжалась с 1974 по 1981 год, было построено от 2000 до 3000 ед. «Застава 132» пользовалась особой популярностью среди югославских директоров и чиновников. После 1981 года модель 132 в линейке Zastava сменил Fiat Argenta.
В ПНР 132-я модель предлагалась с 1973 года как Polski Fiat 132p. Автомобиль обозначался как «сборка FSO», хотя на самом деле машины импортировались из Италии практически в полной комплектации. На FSO выполняли только окончательную сборку по установке мелких деталей, например, таких как «дворники», аккумуляторы, сиденья, колеса и логотипы. И в социалистической Польше Polski Fiat 132p также был любимцем высоких государственных чиновников и служб безопасности.
В 1979 году Kia построила 4759 единиц из 132 комплектов Мелкоузловая сборка в Южной Корее.